# Argalista rotella
Argalista rotella är en snäckart som beskrevs av Powell 1937. Argalista rotella ingår i släktet Argalista och familjen turbinsnäckor. Inga underarter finns listade i Catalogue of Life.